# الورقاء

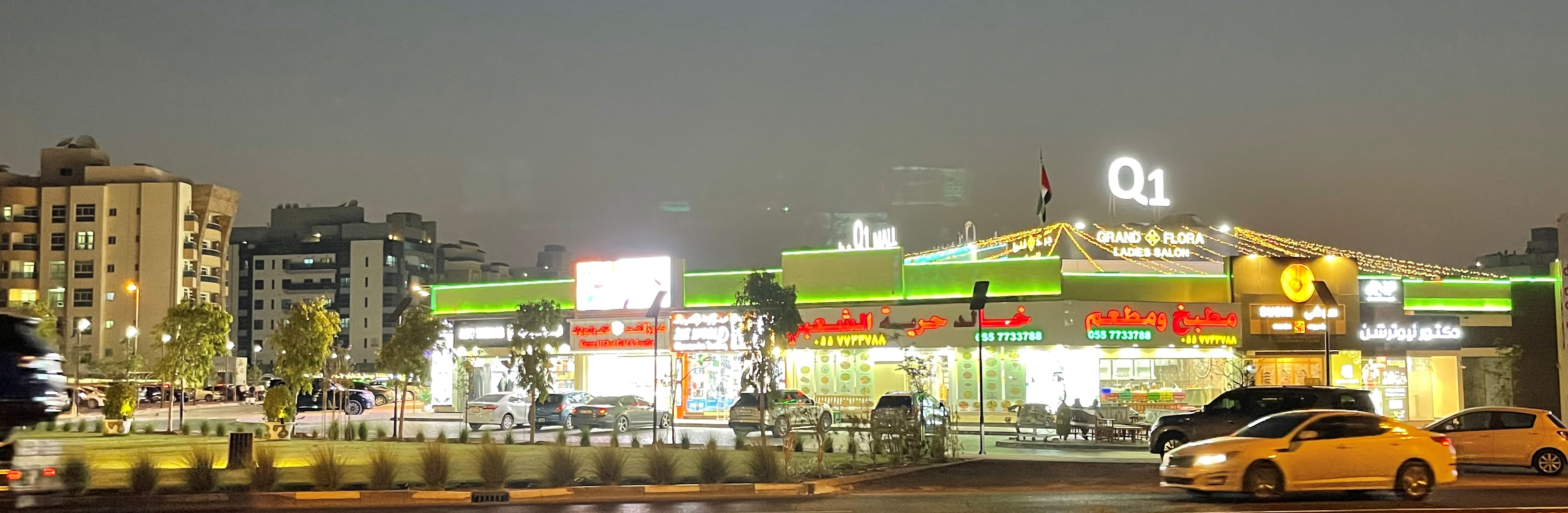

الورقاء هو حي يقع في إمارة دبي في الإمارات العربية المتحدة على أطراف مدينة دبي وتتميز بارتباط جيد مع المناطق الحيوية في دبي عن طريق شارع الشيخ محمد بن زايد وشارع العوير، ويبلغ عدد سكانها 5000 نسمة وأغلبيتهم من مواطني دبي. تقع منطقة الورقاء جنوب شرق خور دبي، ويحدها من الشمال مردف، ومن الغرب ند الحمر- العوير ومن الجنوب مدينة ورسان أو المدينة العالمية. وتضم الورقاء حديقة سفاري دبي التي تعتبر من أهم الوجهات الترفيهية في دبي وتضم عدداً كبيراً من الطيور والحيوانات ضمن موطن يؤمن لها بيئة طبيعية مفتوحة تمتد على مساحة 119 هكتاراً، كما تحوي المنطقة مجموعة من الحدائق والمتنزهات العائلية الأخرى وتقع بالقرب منها دبي فيستيفال سيتي ومدينة رأس الخور الصناعية. ويعود أصل تسميتها إلى نوع من الطيور من الحمام يسمى الورقاء.
تشمل بعض المعالم في الورقاء مركز بلدية دبي للتخلص من القمامة، وأسواق مول ومسجد الورقاء الكبير.